# Артур
Артур — чоловіче ім'я

## Походження
Існує декілька версій виникнення цього імені. Точне походження невідоме, однак, за найпоширенішою версією, Артур походить від кельтського імені «Arthur», що дослівно перекладається як «ведмідь», або «людина-ведмідь». Альтернативно це може бути пов'язано з неясним римським прізвищем Арторій.
У різних мовах імені Артур дається різне тлумачення, подекуди власні версії на історію походження, але варто зауважити, що ім'я Артур з'являється у багатьох джерелах одразу, а не в одному, з чого випливає строкатість на власництво. Найдавніші згадки датуються у валлійських та ірландських джерелах VII сторіччя. Ім'я було популяризоване завдяки легенді про короля Артура, що привернула увагу багатьох, та створила попит у декотрих народів. Широкого загалу вжитку спершу здобуло серед вірменів, німців. Ім'я увійшло до загального вжитку в Англії в середні віки через поширеність артурівських романів, а потім користувалося шаленим сплеском популярності в XIX столітті.

## Інтерпретація іншими мовами
- Албанська: Artur
- Амхарська: አርተር
- Арабська: أرثر, ارثور, ارتور
- Вірменська: Արթուր (Art'ur)
- Баскська: Artur, Artza
- Бенгальська: আর্থার (Ārthāra)
- Бретонський: Arzhur
- Болгарська: Артур (Artur)
- Каталонська: Artur, Artús
- Галісійська: Artur, Artús
- Чеченська: Артур (Artur)
- Китайська: спрощена: 亚瑟 (Yàsè), 阿瑟 (Āsè), 阿图尔 (Ātúěr) Традиційна: 亞瑟 (Yàsè), 阿瑟 (Āsè), 阿圖爾 (Ātúěr)
- Хорватська: Artur
- Чеська: Artuš, Artur
- Данська: Arthur
- Голландська: Arthur, Artuur
- Естонська: Artur, Ats
- Англійська: Arthur
- Фінська: Artturi, Arttu, Arto
- Французька: Arthur
- Грузинська: ართური (Arturi)
- Німецька: Artur, Arthur
- Грецька: Αρθούρος (Arthouros/Artouros)
- Гуджараті: આર્થર (Ārthara)
- Хінді: आर्थर (aarthar)
- Угорська: Artúr
- Ісландська: Arthur
- Інуктитут: ᐋᑐᕐ (aatur)
- Ірландська: Artúr
- Італійська: Arturo
- Японський: アーサー (Āsā) (in katakana)
- Каннада: ಆರ್ಥರ್‌ (Ārthar‌)
- Корейська: 아서 (Aseo), 아써 (Asseo), 아더 (Adeo)
- Курдська: ئارتەر
- Латинська: Arturus/Arthurus, Artorius/Arturius
- Латиська: Artūrs
- Литовська: Artūras
- Малаялам: ആർതർ (ārtar)
- Мальдівська: އަރތަރ
- Мальтійська: Arturu, Turu
- Нахуатль: Arthur
- Норвезька: Artur
- Осетин: Артур (Artur)
- Перська: آرتور
- Польська: Artur
- Португальська: Artur, Arthur (архаїчне написання, все ще поширене в Бразилії)
- Панджабі: Gurmukhi script: ਆਰਥਰ (Ārathara), Shahmukhi script: آرتھر
- Румунська: Arthur, Artur
- Російська: Артур (Artur)
- Сербська: Артур (Artur)
- Сингальська: ආතර් (ātar)
- Словацька: Artúr
- Словенська: Artur
- Іспанська: Arturo
- Шведська: Artur
- Тайська: อาร์เธอร์ (Xār̒ṭhexr̒)
- Турецька: Artur
- Урду: آرتھر
- Узбек: Artur
- Валлійська: Arthur

## Видатні особи
- Артуро Гатті — канадський професійний боксер.
- Артур Еш — американський тенісист.
- Артур Еванс — британський історик та археолог.
- Артур Шопенгауер — німецький філософ-ірраціоналіст.
- Артур Конан-Дойл — шотландський письменник.
- Артур Міллер — американський драматург і прозаїк.
- Артур Гаас — австрійський фізик-теоретик.
- Артур Жорже — португальський футболіст.
- Артур Кларк — ланкійський письменник-фантаст.